# ویلوا هومستدز (هاوایی)
ویلوا هومستدز (به انگلیسی: Wailuā Homesteads) یک منطقهٔ مسکونی در ایالات متحده آمریکا است که در شهرستان کائوآئی، هاوایی واقع شده‌است. ویلوا هومستدز ۱۸٫۵ کیلومتر مربع مساحت و ۵٬۱۸۸ نفر جمعیت دارد.